# Team Arena Geisingen
Team Arena Geisingen is een internationale schaats- en skeelerploeg met als thuisbasis de overdekte skeelerbaan in de Duitse stad Geisingen. Trainer/coach is Kalon Dobbin.

## Seizoen 2025-2026
Het team bestaat vooralsnog uit de volgende langebaanschaatsers:
| Naam               | Specialisatie        | Naam               | Specialisatie        |
| ------------------ | -------------------- | ------------------ | -------------------- |
| Livio Wenger       | 5000 en 10.000 meter | Metoděj Jílek      | 5000 en 10.000 meter |
| Nadja Wenger       | massastart           | Marek Kania        | 500 en 1000 meter    |
| Felix Maly         | 5000 en 10.000 meter | Gabriel Odor       | massastart           |
| Felix Rijhnen      | massastart           | Erin Jackson       | 500 meter            |
| Philip Due Schmidt | 5000 en 10.000 meter | Stefan Due Schmidt | massastart           |